# Josita Hernán
Josefina Hernández Meléndez, coneguda com a Josita Hernán (Maó, Illes Balears, 25 de febrer de 1914 – Madrid, 6 de desembre de 1999), va ser una actriu de cinema, de doblatge i de teatre, directora d'escena i professora de teatre espanyol en el Conservatori Nacional Superior d'Art Dramàtic de París.

## Biografia
Josita Hernán va néixer en el si d'una família liberal, de tradició militar, pròxima a les elits artístiques i intel·lectuals d'Espanya i França, i interessada en el teatre: el seu pare, Antonio Hernández Ballester, militar d'Infanteria de professió, va ser també el crític teatral de La Correspondencia Militar fins a 1931, i la seva mare, Remée d'Hernández (Remée Meléndez Galán), ho va ser en qualitat de corresponsal per al diari Comœdia, de París.
Va morir a Madrid, el 6 de desembre de 1999.

## Trajectòria professional: teatre, cinema i docència
Les seves primeres experiències com a actriu van tenir lloc en dues sessions teatrals organitzades pel Lyceum Club Femenino, entre 1928 i 1929, i a El Caracol, de Cipriano de Rivas Cherif, on va participar en els assaigs d'Amor de don Perlimplín con Belisa en su jardín, de Federico García Lorca. El gener de 1930, Josita Hernán debutà al Teatro Español amb la companyia de María Guerrero i Fernando Díaz de Mendoza a Las mocedades del Cid interpretant Donya Urraca. Uns mesos més tard, es va enrolar en la Companyia de drames policíacs Caralt, on va romandre fins al final d'aquell any. En la temporada següent, 1931-1932, l'actriu va ingressar en la companyia d'Irene López Heredia i Mariano Asquerino amb motiu de l'estrena de El embrujado, de Ramón del Valle-Inclán. Va romandre en la formació fins a gener de 1932 per a interpretar un dels principals papers de Érase una vez en Bagdad, d'Eduard Marquina i Angulo. Més tard, aquest mateix any, Hernán tornaria al costat del director d'escena Ramón Caralt, en la companyia de la qual només va treballar durant unes setmanes, ja que l'artista es traslladaria a París per a treballar en els estudis de Joinville de la Paramount. En aquesta nova etapa com a actriu de cinema, Hernán va participar en dues pel·lícules, La casa es seria i Melodía de arrabal, ambdues protagonitzades per Imperio Argentina i Carlos Gardel. Així mateix, es va iniciar en el doblatge de pel·lícules al castellà, una tasca en la qual va tenir l'oportunitat de conèixer Luis Buñuel, que recorreria a ella, uns anys més tard, per al rodatge de ¡Centinela, alerta!

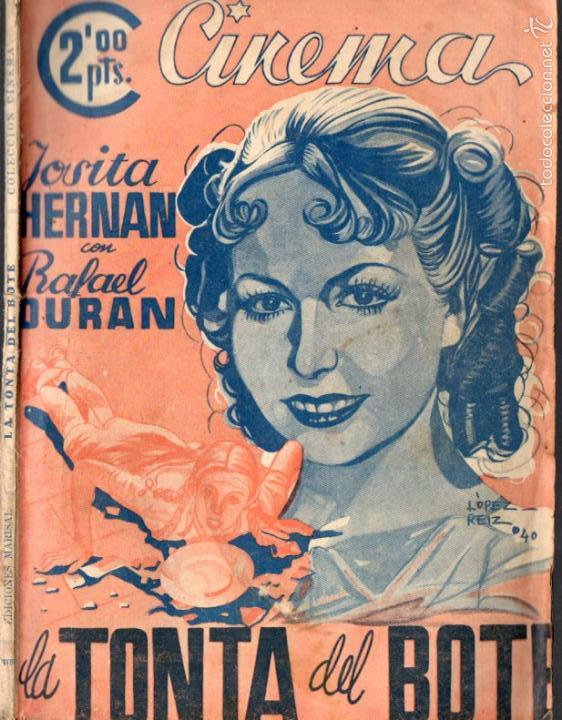
Cartell de la pel·lícula La tonta del bote

No serà, no obstant això, fins a la dècada de 1940 quan Josita Hernán aconsegueixi una enorme popularitat a Espanya, fonamentalment com a actriu cinematogràfica. Va ser gràcies al gran èxit de la pel·lícula La tonta del bote, de Gonzalo Delgrás, que ella va protagonitzar el 1939 al costat de Rafael Durán. Aquest aparellament artístic, conegut com "la parella ideal", es va rendibilitzar en tres pel·lícules més, de la productora valenciana Levante Films: Muñequita, El 13.000, les dues de Ramón Quadreny, i Pimentilla, de Juan López de Valcárcel, rodades entre 1940 i 1941. L'èxit aconseguit pels artistes els va portar a formar una companyia de teatre, amb la qual van recórrer el país els primers mesos de 1941. Després del rodatge de Pimentilla, Josita Hernán i Rafael Durán van separar les seves trajectòries, que tornarien a creuar-se de manera puntual per als rodatges de Ella, él y sus millones, de Juan de Orduña, i Un viaje de novios, de Gonzalo Delgrás, el 1944 i 1947 respectivament.
Des de 1941 fins a 1950, Josita Hernán va assumir la direcció de la seva pròpia companyia teatral, amb la qual es va dedicar a interpretar comèdies pels teatres d'arreu d'Espanya. Va compaginar aquesta activitat amb el rodatge de la resta de la seva filmografia. En els anys cinquanta, es va interessar per l'activitat dels teatres de cambra. A La Carbonera, el teatre d'art de Piedad Salas, va participar en l'estrena, el 1956, de Te y simpatía, de Robert Anderson.
El 1953 es va traslladar a París per a estudiar direcció escènica en el Conservatori Nacional d'Art Dramàtic. Encara que pretenia tornar a Espanya per a formar una nova companyia, el director del centre, Roger Ferdinand, li va proposar ocupar una càtedra de Teatre Espanyol en el Conservatori. Josita Hernán va acceptar i va impartir aquesta assignatura fins a 1975. Gràcies al suport dels governs francès i espanyol, entre 1959 i 1974 va formar successives companyies amb els seus alumnes del Conservatori, l'activitat del qual va aproximar el teatre breu, clàssic i contemporani, al públic rural de diverses localitats d'Andalusia o Castella-la Manxa, entre altres províncies. A més, es va interessar a reivindicar la importància de la formació actoral.

## Altres activitats
A més d'actriu, Josita Hernán va ser col·laboradora habitual en nombroses revistes i en diversos programes de Ràdio Nacional d'Espanya i Ràdio Madrid. Va ser aficionada a la pintura i va exposar la seva obra en diverses ocasions, a Madrid i a París. Va traduir del francès diversos autors i va escriure novel·la i poesia. La recopilació dels seus poemes es va editar el 1997 sota el títol de Altavoz de caracolas.

## Filmografia
- El Libro de Buen Amor (Tomás Aznar, 1974)
- Un viaje de novios (Gonzalo Delgrás, 1947)
- Las inquietudes de Shanti Andía (Arturo Ruiz-Castillo, 1947)
- Un hombre de negocios (Luis Lucia, 1945)
- Ángela es así (Ramón Quadreny, 1945)
- Ella, él y sus millones (Juan de Orduña, 1944)
- Mi enemigo y yo (Ramon Quadreny, 1944)
- Una chica de opereta (Ramon Quadreny, 1944)
- La chica del gato (Ramón Quadreny, 1943)
- La niña está loca (Alejandro de Ulloa, 1942)
- Pimentilla (Juan López de Valcárcel, 1941)
- Sarasate (José Buchs, 1941)
- El 13.000 (Ramon Quadreny, 1941)
- Muñequita (Ramon Quadreny, 1941)
- La tonta del bote (Gonzalo Delgrás, 1939)
- ¡Centinela, alerta! (Jean Grémillon, 1936)
- La bien pagada (Eusebio Fernández Ardavín, 1935)

- Melodía de arrabal (Louis Gasnier, 1933)
- La casa es seria (Lucien Jaquelux, 1932)

## Reconeixement
Al 1969, durant el seu exili parisenc, se li va concedir la Medalla d'Or del Cercle de Belles Arts. Tenia també la Medalla d'Or del Mèrit Civil i l'Orde d'Isabel la Católica.